# Општина Енсенада (Доња Калифорнија)
Енсенада (шп. Ensenada) општина је у Мексику у савезној држави Доња Калифорнија. Општина се налази на надморској висини од 16 м.

## Становништво
Према подацима из 2010. у општини је живело 466814 становника.

### Хронологија
| Година       | 2000                     | 2005                     | 2010                     |
| ------------ | ------------------------ | ------------------------ | ------------------------ |
| Становништво | 370730 (185494 / 185236) | 413481 (206978 / 206503) | 466814 (235130 / 231684) |

### Попис
| \| \| м \| \| \| ж \| \| 0—2 \| 12.882 \| \| \| 12.497 \| \| 3—5 \| 13.680 \| \| \| 13.094 \| \| 6—11 \| 27.394 \| \| \| 26.864 \| \| 12—14 \| 13.922 \| \| \| 13.510 \| \| 15—17 \| 14.333 \| \| \| 13.699 \| \| 18—24 \| 32.452 \| \| \| 31.068 \| \| 60+ \| 17.456 \| \| \| 18.383 \| \| Просек : \| 28,8 \| \| \| 29,1 \| |        |  |  |        |
| |        |  |  |        |
| | м      |  |  | ж      |
| 0—2 | 12.882 |  |  | 12.497 |
| 3—5 | 13.680 |  |  | 13.094 |
| 6—11 | 27.394 |  |  | 26.864 |
| 12—14 | 13.922 |  |  | 13.510 |
| 15—17 | 14.333 |  |  | 13.699 |
| 18—24 | 32.452 |  |  | 31.068 |
| 60+ | 17.456 |  |  | 18.383 |
| Просек : | 28,8   |  |  | 29,1   |

| #   | Индикатор                                                                                        | Вредност |
| --- | ------------------------------------------------------------------------------------------------ | -------- |
| 1   | Становништво од 0 до 2 године                                                                    | 25379    |
| 2   | Мушко становништво од 0 до 2 године                                                              | 12882    |
| 3   | Женско становништво од 0 до 2 године                                                             | 12497    |
| 4   | Становништво са 3 и више година                                                                  | 438589   |
| 5   | Мушко становништво са 3 и више година                                                            | 220822   |
| 6   | Женско становништво са 3 и више година                                                           | 217767   |
| 7   | Становништво са 5 и више година                                                                  | 420633   |
| 8   | Мушко становништво са 5 и више година                                                            | 211673   |
| 9   | Женско становништво са 5 и више година                                                           | 208960   |
| 10  | Становништво са 12 и више година                                                                 | 357557   |
| 11  | Мушко становништво са 12 и више година                                                           | 179748   |
| 12  | Женско становништво са 12 и више година                                                          | 177809   |
| 13  | Становништво са 15 и више година                                                                 | 330125   |
| 14  | Мушко становништво са 15 и више година                                                           | 165826   |
| 15  | Женско становништво са 15 и више година                                                          | 164299   |
| 16  | Становништво са 18 и више година                                                                 | 302093   |
| 17  | Мушко становништво са 18 и више година                                                           | 151493   |
| 18  | Женско становништво са 18 и више година                                                          | 150600   |
| 19  | Становништво од 3 до 5 година                                                                    | 26774    |
| 20  | Мушко становништво од 3 до 5 година                                                              | 13680    |
| 21  | Женско становништво од 3 до 5 година                                                             | 13094    |
| 22  | Становништво од 6 до 11 година                                                                   | 54258    |
| 23  | Мушко становништво од 6 до 11 година                                                             | 27394    |
| 24  | Женско становништво од 6 до 11 година                                                            | 26864    |
| 25  | Становништво од 8 до 14 година                                                                   | 64407    |
| 26  | Мушко становништво од 8 до 14 година                                                             | 32691    |
| 27  | Женско становништво од 8 до 14 година                                                            | 31716    |
| 28  | Становништво од 12 до 14 година                                                                  | 27432    |
| 29  | Мушко становништво од 12 до 14 година                                                            | 13922    |
| 30  | Женско становништво од 12 до 14 година                                                           | 13510    |
| 31  | Становништво од 15 до 17 година                                                                  | 28032    |
| 32  | Мушко становништво од 15 до 17 година                                                            | 14333    |
| 33  | Женско становништво од 15 до 17 година                                                           | 13699    |
| 34  | Становништво од 18 до 24 године                                                                  | 63520    |
| 35  | Мушко становништво од 18 до 24 године                                                            | 32452    |
| 36  | Женско становништво од 18 до 24 године                                                           | 31068    |
| 37  | Женско становништво од 15 до 49 година                                                           | 127279   |
| 38  | Становништво са 60 и више година                                                                 | 35839    |
| 39  | Мушко становништво са 60 и више година                                                           | 17456    |
| 40  | Женско становништво са 60 и више година                                                          | 18383    |
| 41  | Однос између мушкараца и жена                                                                    | 101.49   |
| 42  | Становништво од нуле до 14 година                                                                | 133843   |
| 43  | Становништво од 15 до 64 године                                                                  | 306433   |
| 44  | Становништво од 65 година и више                                                                 | 23692    |
| 45  | Просечан број деце                                                                               | 2.18     |
| 46  | Становништво рођено у ентитету                                                                   | 268228   |
| 47  | Мушко становништво рођено у ентитету                                                             | 135484   |
| 48  | Женско становништво рођено у ентитету                                                            | 132744   |
| 49  | Становништво рођено у другом ентитету                                                            | 184922   |
| 50  | Мушко становништво рођено у другом ентитету                                                      | 92529    |
| 51  | Женско становништво рођено у другом ентитету                                                     | 92393    |
| 52  | Становништво од 5 година и више резидентно у ентитету у јуну 2005. године                        | 382819   |
| 53  | Мушко становништво старосног доба од 5 година и више, резидентно у ентитету у јуну 2005. године  | 191029   |
| 54  | Женско становништво старосног доба од 5 и више година, резидентно у ентитету у јуну 2005. године | 191790   |
| 55  | Становништво од 5 година и више које је живело у другом ентитету у јуну 2005. године             | 28778    |
| 56  | Мушко становништво старије од 5 година које је живело у другом ентитету у јуну 2005. године      | 15219    |
| 57  | Женско становништво старије од 5 година које је живело у другом ентитету у јуну 2005. године     | 13559    |
| 58  | Становништво од 3 године и више које говори аутохтони језик                                      | 23762    |
| 59  | Мушко становништво старо 3 године и више које говори аутохтони језик                             | 12051    |
| 60  | Женско становништво старо 3 године и више које говори аутохтони језик                            | 11711    |
| 61  | Становништво од 3 године и више које говори аутохтони језик и не говори шпански језик            | 1355     |
| 62  | Мушко становништво старо 3 године и више које говори аутохтони језик и не говори шпански         | 452      |
| 63  | Женско становништво старо 3 године и више које говори аутохтони језик и не говори шпански језик  | 903      |
| 64  | Становништво старо 3 године и више које говори аутохтони језик и шпански                         | 20821    |
| 65  | Мушко становништво старо 3 године и више које говори аутохтони језик и шпански                   | 10825    |
| 66  | Женско становништво старо 3 године и више које говори аутохтони језик и шпански                  | 9996     |
| 67  | Становништво од 5 година и више које говори аутохтони језик                                      | 23266    |
| 68  | Становништво од 5 година и више које говори аутохтони језик и не говори шпански језик            | 1208     |
| 69  | Становништво од 5 година и више које говори аутохтони језик и говори шпански језик               | 20515    |
| 70  | Становништво у домородачким домаћинствима                                                        | 46411    |
| 71  | Становништво са ограничењима у активностима                                                      | 16510    |
| 72  | Становништво са ограниченим ходањем или кретањем, горе или доле                                  | 9500     |
| 73  | Становници са ограничењима вида, чак и уз кориштење сочива                                       | 4018     |
| 74  | Становништво са ограничењима говора, комуникације или конверзације                               | 1384     |
| 75  | Становништво са ограниченим слухом                                                               | 1371     |
| 76  | Становништво са ограничењима при одевању, купању или јелу                                        | 888      |
| 77  | Становништво са ограничењима у опажању или учењу једноставних ствари                             | 720      |
| 78  | Становништво са менталним ограничењима                                                           | 1625     |
| 79  | Становништво без ограничења активности                                                           | 441974   |
| 80  | Становништво од 3 до 5 година које не похађа школу                                               | 13863    |
| 81  | Мушко становништво од 3 до 5 година које не похађа школу                                         | 7172     |
| 82  | Женско становништво од 3 до 5 година које не похађа школу                                        | 6691     |
| 83  | Становништво од 6 до 11 година које не похађа школу                                              | 2128     |
| 84  | Мушко становништво од 6 до 11 година које не похађа школу                                        | 1104     |
| 85  | Женско становништво од 6 до 11 година које не похађа школу                                       | 1024     |
| 86  | Становништво од 12 до 14 година које не похађа школу                                             | 2128     |
| 87  | Мушко становништво од 12 до 14 година које не похађа школу                                       | 1097     |
| 88  | Женско становништво од 12 до 14 година које не похађа школу                                      | 1031     |
| 89  | Становништво од 15 до 17 година похађа школу                                                     | 19272    |
| 90  | Мушко становништво од 15 до 17 година похађа школу                                               | 9702     |
| 91  | Женско становништво између 15 и 17 година живота у школи                                         | 9570     |
| 92  | Становништво од 18 до 24 године похађа школу                                                     | 19127    |
| 93  | Мушко становништво од 18 до 24 године похађа школу                                               | 9734     |
| 94  | Женско становништво од 18 до 24 године похађа школу                                              | 9393     |
| 95  | Становништво од 8 до 14 година које не може да чита и пише                                       | 2318     |
| 96  | Мушко становништво старосног доба од 8 до 14 година које не може да чита и пише                  | 1271     |
| 97  | Женско становништво старосног доби од 8 до 14 година које не може да чита и пише                 | 1047     |
| 98  | Становништво од 15 година и више које је неписмено                                               | 15601    |
| 99  | Мушко становништво од 15 година и више које је неписмено                                         | 6698     |
| 100 | Женско становништво од 15 година и више које је неписмено                                        | 8903     |
| 101 | Становништво старо 15 и више година без школовања                                                | 19559    |
| 102 | Мушко становништво старо 15 и више година без школовања                                          | 8981     |
| 103 | Женско становништво старо 15 и више година без школовања                                         | 10578    |
| 104 | Становништво старосног доба 15 и више година са непотпуним основним образовањем                  | 40207    |
| 105 | Мушко становништво старосног доба од 15 година и више са непотпуном основним образовањем         | 20933    |
| 106 | Женско становништво старосног доба 15 и више година са непотпуном основним образовањем           | 19274    |
| 107 | Становништво старо 15 и више година са комплетним основним образовањем                           | 45304    |
| 108 | Мушко становништво старо 15 година и више са комплетним основним образовањем                     | 22354    |
| 109 | Женско становништво старо 15 и више година са комплетним основним образовањем                    | 22950    |
| 110 | Становништво старосног доба 15 и више година са непотпуним средњим образовањем                   | 24798    |
| 111 | Мушко становништво старосног доба од 15 година и више са непотпуним средњим образовањем          | 14014    |
| 112 | Женско становништво старосног доба од 15 година и више са непотпуним средњим образовањем         | 10784    |
| 113 | Становништво старо 15 и више година са пуним секундарном образовањем                             | 67387    |
| 114 | Мушко становништво старосног доба од 15 година и више са пуним секундарном образовањем           | 34108    |
| 115 | Женско становништво старосног доба од 15 година и више са пуним секундарном образовањем          | 33279    |
| 116 | Становништво старије од 18 година са постосновним образовањем                                    | 119015   |
| 117 | Мушко становништво старије од 18 година са постосновним образовањем                              | 59205    |
| 118 | Женско становништво старије од 18 година са постосновним образовањем                             | 59810    |
| 119 | Просечна оцена школовања                                                                         | 8.93     |
| 120 | Просечан ниво образовања мушке популације                                                        | 8.94     |
| 121 | Просечан ниво образовања женског становништва                                                    | 8.91     |
| 122 | Економски активно становништво                                                                   | 206680   |
| 123 | Економски активна мушка популација                                                               | 129927   |
| 124 | Економски активна женска популација                                                              | 76753    |
| 125 | Становништво које није економски активно                                                         | 146448   |
| 126 | Мушко становништво које није економски активно                                                   | 46209    |
| 127 | Женско становништво које није економски активно                                                  | 100239   |
| 128 | Запослено становништво                                                                           | 198846   |
| 129 | Запослено мушко становништво                                                                     | 124057   |
| 130 | Запослено женско становништво                                                                    | 74789    |
| 131 | Незапослена популација                                                                           | 7834     |
| 132 | Незапослена мушка популација                                                                     | 5870     |
| 133 | Незапослена женска популација                                                                    | 1964     |
| 134 | Становништво без права на здравствене услуге                                                     | 110182   |
| 135 | Становништво које има право на здравствене услуге                                                | 349787   |
| 136 | Становништво које има право на ИМСС                                                              | 173949   |
| 137 | Становништво које има право на социјално осигурање                                               | 25205    |
| 138 | Становништво које има право на државно социјално осигурање                                       | 16791    |
| 139 | Становништво које има право на опште осигурање или здравствено осигурање за нову генерацију      | 120910   |
| 140 | Становништво које је било једном или није било у браку током 12 година и више                    | 124795   |
| 141 | Венчано или уједињено становништво од 12 година и више                                           | 192409   |
| 142 | Становништво које је било у браку или уједињено 12 година и више                                 | 39600    |
| 143 | Становништво са католичком религијом                                                             | 306622   |
| 144 | Протестанти, еванђелисти и библијски следбеници различити од еванђелиста                         | 87534    |
| 145 | Становништво са другим религијама различитим од претходних                                       | 618      |
| 146 | Становништво без религије                                                                        | 62543    |
| 147 | Укупно пописаних домаћинства                                                                     | 128665   |
| 148 | Пописна домаћинства на челу са мушкарцима                                                        | 95383    |
| 149 | Пописна домаћинства на челу са женама                                                            | 33282    |
| 150 | Становништво у пописним домаћинствима                                                            | 458584   |
| 151 | Становништво у пописним домаћинствима на челу са мушкарцима                                      | 352405   |
| 152 | Становништво у пописним домаћинствима на челу са женама                                          | 106179   |
| 153 | Укупно домаћинстава                                                                              | 168914   |
| 154 | Укупно насељених домаћинстава                                                                    | 129657   |
| 155 | Укупно приватних кућа                                                                            | 167922   |
| 156 | Насељени приватни домови                                                                         | 128665   |
| 157 | Укупно насељених приватних кућа                                                                  | 129558   |
| 158 | Ненасељене приватне куће                                                                         | 25621    |
| 159 | Појединачна домаћинства за привремену употребу                                                   | 13636    |
| 160 | Становници у насељеним приватним кућама                                                          | 458584   |
| 161 | Насељеност станара у приватним становима                                                         | 3.56     |
| 162 | Просечно становника по соби у приватним насељеним домаћинствима                                  | 0.98     |
| 163 | Појединачна домаћинства са подовима од различитих материјала од земље                            | 121262   |
| 164 | Појединачна домаћинства у приземљу                                                               | 4533     |
| 165 | Појединачна домаћинства са једном спаваћом собом                                                 | 43723    |
| 166 | Појединачна домаћинства са две спаваће собе и више                                               | 82376    |
| 167 | Појединачна домаћинства са једним собом                                                          | 12127    |
| 168 | Појединачна домаћинства са две собе                                                              | 19141    |
| 169 | Појединачна домаћинства са 3 собе и више                                                         | 94647    |
| 170 | Појединачна домаћинства која имају електрично светло                                             | 122801   |
| 171 | Појединачна домаћинства која немају електрично светло                                            | 3353     |
| 172 | Појединачна домаћинства која имају водоводну воду у стамбеном простору                           | 113352   |
| 173 | Појединачна домаћинства која немају водоводну воду у стамбеном простору                          | 12464    |
| 174 | Појединачна домаћинства која имају тоалет                                                        | 124463   |
| 175 | Појединачна домаћинства која имају канализацију                                                  | 105551   |
| 176 | Појединачна домаћинства која немају канализацију                                                 | 20017    |
| 177 | Појединачна домаћинства која имају електрично светло, довод воде из јавне мреже и канализацију   | 99373    |
| 178 | Појединачна домаћинства без икаквих услова                                                       | 2001     |
| 179 | Појединачна домаћинства која имају радио                                                         | 100631   |
| 180 | Појединачна домаћинства која имају телевизор                                                     | 118836   |
| 181 | Појединачна домаћинства која имају фрижидер                                                      | 109506   |
| 182 | Појединачна домаћинства која имају машину за веш                                                 | 97098    |
| 183 | Појединачна домаћинства која имају аутомобил или комби                                           | 86006    |
| 184 | Појединачна домаћинства која имају рачунар                                                       | 50670    |
| 185 | Појединачна домаћинства која имају фиксну телефонску линију                                      | 56814    |
| 186 | Појединачна домаћинства која имају мобилни телефон                                               | 103375   |
| 187 | Појединачна домаћинства која имају приступ интернету                                             | 39827    |